# HD 125180
HD 125180，又名BD+15 2690，SAO 100956、HR 5352，是一颗恒星，视星等为5.8，位于銀經6.61，銀緯66.76，其B1900.0坐标为赤經14h 12m 41.5s，赤緯+15° 66.76′ 34″。